# Sphaerodactylus gilvitorques
Sphaerodactylus gilvitorques es una especie de geco del género Sphaerodactylus, familia Sphaerodactylidae, orden Squamata. Fue descrita científicamente por Cope en 1862.

## Descripción
La longitud hocico-respiradero en las hembras es de 27 milímetros.

## Distribución
Se distribuye por Jamaica.